# Beatriz C. Tracanna
Beatriz Concepción Tracanna ( n. 1949 ) es una botánica y taxónoma argentina. Ha desarrollado actividad científica en el "Departamento de Botánica", de la Universidad Nacional de Tucumán, en taxonomía de plantas nativas americanas.

## Algunas publicaciones
- virginia Mirande, beatriz c. Tracanna. 2009. Estructura y controles abióticos del fitoplancton en humedales de altura. Ecologia Austral 19 ( 2): 119-128, editó: SciELO Argentina, ISSN 1667782X

- claudia t. Seeligmann, beatriz c. Tracanna. 2009. Dinámica del fitoplancton en un embalse de alta cota del Noroeste Argentino (Tucumán). Limnetica, 28 (1): 105-124 artículo en línea

- ---------------------------------, virginia Mirande, beatriz c. Tracanna, clara Silva, olga Aulet, marta Cecilia, norma Binsztein. 2008. Phytoplankton-linked viable non-culturable Vibrio cholerae O1 [VNC] from rivers in Tucumán, Argentina. artículo en línea

- ---------------------------------. 2007. Diversidad de cianobacterias, clorofitas y euglenofitas en humedales de altura (Jujuy, Argentina). Lilloa 44 (1-2): 39-59[1]

- silvia n. Martínez de Marco, beatriz c. Tracanna, maría a. Barrionuevo, maría g. Navarro, gladys s. Meoni, adriana p. Chaile. 2007. Fluctuaciones de las variables físicas y químicas de los ríos Salí, Vipos y Tapia (Tucumán, Argentina). Lilloa 44 (1-2) : 19-39

- beatriz c. Tracanna, s.n. Martínez de Marco, m.j. Amoroso, n. Romero, e. Chaile, a. Mangeaud. 2006. Physical, chemical and biological variability in the Dr. C. Gelsi reservoir (NW Argentine): A temporal and spatial approach. Limnetica, 25 (3): 787-808

- claudia t. Seeligmann, beatriz c. Tracanna, s. Martínez de Marco, s. Isasmendi. 2001. Algas fitoplanctónicas en la evaluación de la calidad del agua de sistemas lóticos en el Noroeste Argentino. Limnetica 20 (1): 123-133

- beatriz c. Tracanna, claudia t. Seeligmann, v. Mirande, l.b. de Parra, m.t. de Plaza, f.m. Molinari. 1999. Cambios espaciales y temporales del fitoplancton en el embalse Río Hondo (Argentina). Bol. Soc. Argent. Bot. 34 (1-2): 101-105

- nora cristina Romero, maría julia Amoroso, beatriz c. Tracanna. 1997. Estudio de la carga orgánica y bacteriana en el embalse Río Hondo (Tucumán y Santiago del Estero, Argentina). Volumen 103 de Miscelánea. Editor Fundación Miguel Lillo, 10 pp.

- beatriz c. Tracanna, silvia n. Martínez de Marco. 1997. Ficoflora del río Salí y sus tributarios en áreas del embalse Dr. C. Gelsi (Tucumán- Argentina). Natura Neotropicalis 28 (1): 23-38

- -----------------------------, claudia t. Seeligmann, v. Mirande. 1996. Estudio comparativo de dos embalses del Noroeste Argentino. Rev. Asoc. Cien. Nat. Litoral 27 (1): 13-22

- claudia t. Seeligmann, beatriz c. Tracanna. 1994. Limnología del embalse El Cadillal (Tucumán, Argentina) II: estudio cualitativo del fitoplancton. Cryptogamie, Algol. 15 (1): 19- 35

- beatriz c. Tracanna. 1985. Algas del Noroeste Argentino (excluyendo a las Diatomophyceae). Ópera Lilloana 35: 1-136

### Libros
- beatriz c. Tracanna. 1985. Algas del noroeste argentino (excluyendo las Diatomophyceae). Número 35 de Opera Lilloana. Editor Ministerio de Cultura y Educación, Fundación Miguel Lillo, 136 pp.

- beatriz c. Tracanna. 1982. Estudio taxonómico de las Chlorophyta de Tucumán (incluidas algunas consideraciones ecológicas). Volumen 32 de Opera lilloana. Editor Ministerio de Cultura y Educación, Fundación Miguel Lillo, 91 pp.

## Honores
Miembro de
- Sociedad Argentina de Botánica[2]
- Sociedad Argentina de Limnología,[3] y miembro de su Comisión Directiva

- La abreviatura «Tracanna» se emplea para indicar a Beatriz C. Tracanna como autoridad en la descripción y clasificación científica de los vegetales.[4]